# Servotronic
Servotronic bezeichnet eine geschwindigkeitsabhängige Steuerung der Servolenkung. Unter dieser Bezeichnung findet sie Anwendung in Fahrzeugen der Marken Audi, BMW, Škoda Auto und Volkswagen. Es gibt mehrere Derivate der Servotronic. Im Gegensatz zur Servotronic richtet sich eine konventionelle Servolenkung nach der Motordrehzahl. Die Bezeichnung Servotronic ist ein Kofferwort aus den Begriffen Servolenkung und Elektronik.

## Allgemeines
Die Servotronic ist eine elektronisch gesteuerte Hydrolenkung, bei der die hydraulischen Unterstützungskräfte ausschließlich von der Fahrgeschwindigkeit beeinflusst werden. Je geringer die Geschwindigkeit, desto mehr Lenkhilfe wird zur Verfügung gestellt. Auf diese Weise wird beim Ein- und Ausparken das Rangieren erleichtert. Je höher die Geschwindigkeit, desto weniger Lenkhilfe wird zur Verfügung gestellt, dies führt zu einer direkteren Lenkung. Dadurch kann der Fahrer das Fahrzeug auch bei hoher Geschwindigkeit sicherer in der Spur halten, ohne dass ein zu direkter Lenkeingriff das Fahrzeug ins Schleudern bringt.

## Bauteile
- Elektronischer Tachometer
- Steuergerät
- elektro-hydraulischer Wandler
- Hydrolenkung
- Druckölpumpe
- Ölbehälter

## Wirkungsweise
Bei Geschwindigkeiten unter 20 km/h bleibt das vom Steuergerät beeinflusste Magnetventil geschlossen. Wird z. B. bei einem Rechtseinschlag die Lenkspindel im Uhrzeigersinn gedreht, so wird der  rechte Ventilkolben nach unten gedrückt. Das Drucköl strömt sowohl in den rechten Arbeitsraum als auch über das Rückschlagventil in den linken Arbeitsraum und über beide Drosseln. In beiden Räumen herrschen die gleichen Drücke, deshalb entsteht ein Druckwirkungsmoment auf den Drehstab, der Unterstützungsdruck wird wirksam. Das Lenkrad kann leichter gedreht werden.
Bei Fahrten mit hoher Geschwindigkeit wird das Magnetventil ganz geöffnet, im rechten Raum sammelt sich Druck an, während der linke Raum drucklos bleibt; dadurch werden die Ventilkolben in die Neutrallage zurückgedreht und es kann kein Unterstützungsdruck für die Lenkung aufgebaut werden.

## Quelle
- Technischer Informationsservice - BMW, Stand 2006